# Svetlana Vassilevskaia
Svetlana Vassilevskaia (em russo:  Светла́на Васи́льевна Василе́вская; 28 de abril de 1971) é uma ex-jogadora de voleibol da Rússia que competiu pela Equipe Unificada nos Jogos Olímpicos de 1992.
Em 1992, ela fez parte da equipe unificada que conquistou a medalha de prata no torneio olímpico.